# 南阿蘇村立中松小学校
南阿蘇村立中松小学校（みなみあそそんりつなかまつしょうがっこう）は、熊本県阿蘇郡南阿蘇村中松にあった小学校。

## 沿革
- 1875年(明治8年)5月 - 中松小学校創立。
- 1883年(明治16年) - 下市小学校分立。
- 1884年(明治17年) - 松の木小学校分立
- 1889年(明治22年) - 下市小学校と松の木小学校中松小学校に併合。
- 1890年(明治23年) - 中松尋常小学校と改称。
- 1921年(大正10年)7月 - 統合され白水尋常小学校中松分教場と改称。後に中松部となる。
- 1934年(昭和9年)9月 - 中松尋常小学校として独立。
- 1941年(昭和16年)4月 - 中松国民学校と改称。
- 1947年(昭和22年)4月 - 白水村立中松小学校と改称。
- 2005年(平成17年)2月13日 - 南阿蘇村成立に伴い、南阿蘇村立中松小学校と改称。
- 2021年(令和3年)4月 - 村立両併小学校・白水小学校と合併し、村立白水小学校となる。

## 学校周辺
- 中松駅